# Warner Music Group
A Warner Music Group (rövidítve WMG) a világ harmadik legnagyobb lemezkiadói csoportosulása, a három nagy kiadói csoport egyike, valamint az egyetlen lemezkiadó-társaság, amelynek részvényeivel a tőzsdén kereskednek (NYSE: WMG).
A WMG története a Warner Bros. Records 1958-as létrehozásával kezdődött. Nagy kiadói csoporttá 1969-ben, a Warner Bros. Records, az Elektra Records és az Atlantic Records lemezkiadók egyesülésével vált. Jelenlegi formájában a cég 2004 óta létezik, amikor a társaság kivált a Time Warner vállalatból. A különböző zenei stílusokkal foglalkozó lemezkiadók mellett a Warner/Chappell Music zeneműkiadó is a Warner Music Group része. A cég magyar leányvállalata a Warner Music Hungary. A magyar terjesztéssel a Magneoton foglalkozik.

## Történet

### 1960-as évek
A Warner Bros. Records (röviden WBR) lemezkiadót a Warner Bros. filmstúdió részlegeként alapították 1958-ban. A lemezkiadó megalapítását az váltotta ki, hogy a Warnernél filmszínészként foglalkoztatott Tab Hunter előző évben megjelent kislemeze (Young Love) a slágerlista első helyére került a Paramount Pictureshöz tartozó Dot Records kiadásában, a sajtót pedig jobban érdekelte Hunter kislemezsikere, mint legújabb filmje. 1963-ban a Warner Bros. megvásárolta a Frank Sinatra által három évvel korábban alapított Reprise Recordsot, mely szorosan együttműködött a WBR-rel.
Amikor 1967-ben Jack Warner eladta részesedését a Seven Arts Productionsnek, a most már Warner Bros.-Seven Arts néven működő cég megszerezte az Atlantic lemezkiadó többségi tulajdonát. A közös tulajdonos ellenére az Atlantic Records és leányvállalata az Atco a következő két évben a WBR-től és a Reprise-tól függetlenül működtek.

### 1970-es/80-as évek
1969-ben a New Jersey-i parkolási társaság Kinney National Company lett a Warner Bros.-Seven Arts tulajdonosa, aki összevonta a lemezkiadói tevékenységeit. A következő évben megvásárolták az Elektrát és leányvállalatát a Nonesuch Recordsot, majd létrehozták a Warner-Elektra-Atlantic (röviden WEA) nevű csoportot. A WEA International megalapításával az Egyesült Államokon kívül is terjeszkedni kezdett a csoport és a világ minden táján sorra nyitották meg irodáikat. 1972-ben a Kinney National Company megszabadult nem-szórakoztatóipari érdekeltségeitől és a WEA anyacége Warner Communications néven működött tovább.
A David Geffen alapította folk rock kiadót, az Asylum Recordsot 1973-ban vásárolta fel a WEA és tette az Elektra részlegévé. 1978-ban még csak tulajdonrészt szerzett a Warner Bros. Records a punk rock/new wave kiadó Sire Recordsban, de két évvel később teljes egészében felvásárolta.
1986-ban létrehozták a WEA Manufactoring nevű leányvállalatot, hogy CD-lemezeket állítsanak elő. 1987-ben megszerezték a Chappell & Co. zeneműkiadót és létrehozták a Warner/Chappell Music zeneműkiadót, amely többek között Cole Porter, George Gershwin vagy Eric Clapton dalainak felhasználási jogaival rendelkezik. Ugyanebben az évben jelentették be, hogy a Warner Communications egyesül a Time Inc.-vel. Az ügylet 1990-re zárult le, amikor az egyesülés eredményeként létrehozták a Time Warner vállalatot.

### 1990-es évek
A WEA kiadói már az 1980-as években is számos független lemezkiadó albumait terjesztették. Például, a Warner Bros. terjesztette a Straight Records, a DiscReet Records, a Bizarre Records, a Bearsville Records, és a Geffen Records anyagait (ez utóbbit az MCA vásárolta fel 1990-ben), illetve az Atlantic Records terjesztette a Swan Song Records kiadványait. 1993-ban az immár Warner Music Group megalapította az Alternative Distribution Alliance (röviden ADA) elnevezésű leányvállalatát független kiadók albumainak terjesztésére és gyártására. Az ADA mai napig a legnagyobb ilyen típusú terjesztőcég az Egyesült Államokban.
1990-ben az Atlantic 35 év után újjáélesztette EastWest Records America nevű alkiadóját és Sylvia Rhone vezetésére bízta. A következő évben összevonták az Atcoval és rövid ideig Atco/Eastwest Records néven működött, de 1993-tól újra az EastWest elnevezés állt vissza. Az EastWest Records America terjesztette a Warner pénzügyi támogatásával szintén 1990-ben létrehozott Interscope lemezkiadó anyagait is, akik a gangsta rap felfutásának révén váltak sikeressé. A Warner Music Group 1995-ben adta el az Interscope-ot az Universal Music Groupnak.
1998-ban a Warner felvásárolta a válogatásalbumokra és újrakiadásokra specializálódott Rhino Entertainmentet.

### 2000-es évek
2004-ben a Time Warner egy független befektetői csoportnak adta el a Warner Music Groupot, hogy csökkentse adósságait. Az ügylet lezárultával a WMG szerződtette a Universal Music Grouptól Lyor Cohent, hogy átszervezze a céget, csökkentse a kiadásokat és növelje a hatékonyságot. Például, eladták a WEA Manufacturing céget. 2005 a Warner Music Groupot bevezették a New York-i tőzsdére. 2006 májusában a konkurens EMI Music ajánlatot tett a Warner Music Group megvásárlására, amit a WMG visszautasított. Ezután a Warner Music Group akarta felvásárolni az EMI-t, de az angolok is ellenálltak.
2006-ban a WMG létrehozta az Independent Label Groupot a Warnerrel kapcsolatban álló független lemezkiadók összefogására. A csoport tagja lett az Elektra alapítója, Jac Holzman által az előző évben alapított Cordless Records, amely kizárólag online zenekiadásra specializálta magát, továbbá a Frank Zappa felvételeit birtokló Rykodisc is. 2007-ben a rock/metal stílus egyik vezető független kiadójában, a Roadrunner Recordsban vásárolt tulajdonrészt a Warner.
2007. december 27-én jelentették be, hogy a Warner Music Group a jövőben másolásvédelem (DRM) nélkül terjeszti digitális kiadványait az AmazonMP3 online zeneáruházon keresztül. A következő évben a The New York Times adta hírül, hogy a WMG kötelékébe tartozó Atlantic Records az első nagykiadó az Egyesült Államokban, amely éves eladásainak több mint felét digitális formában értékesítette.
2010-ben a vezérigazgató magyarázta döntését, miszerint megszünteti az online szabad zenehallgató oldalakkal való együttműködését - így pl. a Spotify, a We7 és a Last.fm portálokon nem lesznek elérhetőek a kiadó hatáskörébe tartozó előadók anyagai.
2011 májusában Len Blavatnik, orosz származású amerikai üzletember Access Industries nevű cége vásárolta meg a Warner Music Groupot.

## A Warner Music Grouphoz tartozó lemezkiadók

### Atlantic Records Group
- 1st & 15th Entertainment 2002-ben alapította Lupe Fiasco.
- Atlantic Records – 1947-ben alapította Ahmet Ertegün és Herb Abramson.
- Bad Boy Records – 1993-ban alapította Sean "Diddy" Combs.
- Elektra Records – 1950-ben alapította Jac Holzman.
- Fueled By Ramen - 1996-ban alapította Jack Janick és Vinnie Fiorello
- Fort Knocks Entertainment - 2005-ben alapította Just Blaze
- Lava Records – 1995-ben alapította Jason Flom.
- Roadrunner Records – 1980-ban alapította Cees Wessels.
- Colonies Records - 2008-ban alapította Omar Preddie.
- Grand Hustle Records - 2003-ban alapította T.I.

### Warner Bros. Records Inc.
- Warner Bros. Records – a Warner Bros. Pictures indította 1958-ban.
- Asylum Records – 1971-ben alapította David Geffen.
  - Epitaph Records
- 143 Records – 1994-ben alapította David Foster.
- Blacksmith Records – 2005-ben alapította Talib Kweli.
- Maverick Records – 1992-ben alapította Freddy DeMann és Madonna.
- Nonesuch Records – 1964-ben alapította Jac Holzman (technikailag még az Elektra Records leányvállalata).
- Reprise Records – 1960-ban alapította Frank Sinatra.
- Festival Mushroom Records – a Festival Records és a Mushroom Records indította 1998-ban.
- RuffNation Records
- Sire Records – 1966-ban alapította Seymour Stein.
- Word Entertainment (társtulajdonos a Curb Records)
  - Word Distribution
  - Word Label Group
    - Word Records
    - Myrrh Records
    - Squint Entertainment

  - Word Music Publishing
  - Word Music (Printed Music)

### Rhino Entertainment
- Atco Records
- Rhino Records
- Rhino Home Video
- Warner Custom Products
- Warner Music Group Soundtracks
- WMG Film, Television & Commercial Licensing
  - Warner Strategic Marketing

### Independent Label Group (ILG)
- Cordless Recordings
- East West Records – az Atlantic Records indította 1955-ben (manapság számtalan független lemezkiadó közös "ernyőkiadója".)
  - Adeline Records
  - Afternoon Records
  - Better Looking Records
  - The Bevonshire Label
  - Born & Bred Records
  - Broken English
  - Fearless Records
  - Floodgate Records
  - Liberty & Lament
  - Montalban Hotel
  - One Eleven Records
  - Perfect Game Recording Co.
  - Popsicle Records - 2008-ban alapította Jeffree Star.
  - Silent Majority Group
  - Tent Show
  - Triple Crown Records
  - Volcom Entertainment
  - We Put Out Records
  - Rhymesayers Entertainment
- Rykodisc Records
- Eleven: A Music Company

### WEA International Inc.
A WEA International Inc. világszerte jelen van kirendeltségeivel, Ausztráliában, Japánban és egész Európában. Ezeknek a leányvállalatoknak a megnevezése gyakran a Warner Music név kiegészítve az ország nevével (például Warner Music Hungary). Egyes leányvállalatoknak, mint például Angliában a Warner Music UK-nek több alkiadója is van.
- Teldec
- Parlophone (2013 óta)
- Mariann Grammofon AB
- Warner Music UK
  - Warner Bros. Records UK
  - Atlantic Records UK
  - London Records (a Decca amerikai részlege a második világháború után)
  - 679 Recordings
- Liberation Music (Ausztrália)
- Ivy League Records (Ausztrália)
- Warner Music Gallo Africa (a Warner Music és a Dél-afrikai médiakonglomerátum Avusa Limited közös vállalkozása)
  - Gallo Music Group – a legnagyobb Dél-afrikai lemezkiadó (Avusa leányvállalat)
- 1967 Ltd
  - Must Destroy Records (terjesztőcég)
  - The Beats (kiadói ügyek)
  - Warner Strategic Marketing (warner.esp)

### Lemezkiadók az Alternative Distribution Alliance (ADA) terjesztésében
- Blue Horizon
- Nuclear Blast
- Chiyun Records
- Vice Records
- Lightyear Entertainment
- Sub Pop
- New Line Records
- Green label records
- SaraBellum Records
- VMG Recordings
- Teleprompt Records
- Rhymesayers Entertainment

## Lásd még
- Lemezkiadók listája

## Külső hivatkozások
- Warner Music Group hivatalos honlapja
- Warner Music Group története Archiválva 2013. november 2-i dátummal a Wayback Machine-ben
- Warner Bros Records honlapja
- Warner/Chappell Music Publishing honlapja
- Warner Music Group - YouTube videocsatorna
- ADA - Alternative Distribution Alliance
- ShortScore.net - A Warner Music Group megszünteti a szabad online zenehallgatást